# Nyodes marginata
Nyodes marginata là một loài bướm đêm trong họ Noctuidae.